# Peter Rothammer

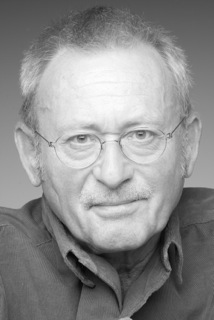
Peter Rothammer

Peter Rothammer (* 1944) ist ein deutscher Stadtentwicklungsplaner, investigativer Radio- und Fernsehjournalist, Hörspiel- und Spieleautor.

## Werdegang
Nach einem Zeitungsvolontariat bei der „Regensburger Woche“ studierte er Soziologie bei Ralf Dahrendorf, Politikwissenschaft und Volkswirtschaftslehre an der Eberhard Karls Universität Tübingen, an der FU Berlin und an der Universität Regensburg. Nach dem Diplom arbeitete Peter Rothammer im Amt für Stadtentwicklung der Stadt Wuppertal, anschließend folgte ein Postgraduales Studium der Stadt- und Regionalplanung in Amsterdam. Von 1972 bis 1980 war er wissenschaftlicher Mitarbeiter und Projektleiter im Deutschen Institut für Urbanistik in Berlin mit dem Forschungsschwerpunkt Migration und Integration. Seit 1980 ist Peter Rothammer als Autor für die ARD tätig.

## Schaffen

### Ausgewählte Filme
- Kirgisenmichel. BR 2001
- „Kinder des Olymp“ in Kasachstan – das Deutsche Theater Almaty. BR 1999
- Im Zwielicht. Detektive in Deutschland (in Zusammenarbeit mit Karl Neumann). ARD / BR 1988.
- Muslime – zwischen Fundamentalismus und Vorurteil. BR 1998
- Ausgesperrt! Afrikaner an der andalusischen Pforte. BR 1997
- Im Schatten des Minaretts – Islamisten in Deutschland. ARD / BR 1997
- Nachtarock: Michael v. Rumänien. BR 1994

### Ausgewählte Features im ARD-Hörfunk
- Geschäftsadresse: Gaddafi-Clan, Regie: Leonhard Koppelmann. HR / ARD 2012 Kurzer Auszug aus dem Radio-Feature „Geschäftsadresse: Gaddafi-Clan“
- „Leider lesen viele Tiere keine Drehbücher“ – Wie Tierfilmer zu ihren Bildern kommen. BR / dradio 2012 Kurzer Auszug aus dem Radio-Feature "„Leider lesen viele Tiere keine Drehbücher“ – Wie Tierfilmer zu ihren Bildern kommen."
- Kartenhaus. Die instabile Welt nach dem Bankencrash. HR / BR 2011 Kurzer Auszug aus dem Radio-Feature „Kartenhaus. Die instabile Welt nach dem Bankencrash.“
- Bankraub: Der Fall Hypo Real Estate. WDR / ARD 2010
- Krebsübel Korruption. BR 2008
- Moderne Piraten – Wenn die Wirklichkeit die Legende entert. BR 2008
- Lobbyisten. Die Strippenzieher der Macht. BR 2006
- Es begann am Brixton-Market.... BR 2006
- Ausgeflaggt! Schrottkähne auf den Weltmeeren. BR 2003
- Herero-Aufstand – Namibias offene Wunde. WDR 2003
- „Koffer oder Sarg!“ Zensur mit der Kugel. BR 1996
- Kurdistana min ka? Kurden ohne Kurdistan. BR 1994
- Sterben in der Serengeti – Auf der Spur der Elefantenwilderer. BR 1990
- Piratenakt! Greenpeace-Reportage von Bord der „Sirius“. BR 1989
- Beirut – Wer gegen wen? Warum? BR 1984

### Hörspiele
- Der Dealer. Krimi. BR 1986
- Power Game. (In Zusammenarbeit mit Rainer Epp). BR 1985
- Kingston-Connection. (In Zusammenarbeit mit Rainer Epp) Originalton-Hörspiel. BR 1983

### Fachliteratur
- Integration ausländischer Arbeitnehmer und ihrer Familien im Städtevergleich. Berlin, Deutsches Institut für Urbanistik, 1974

### Gesellschaftsspiel
- Die Atomknacker – Spielend steigen SIE aus. Ökotopia Verlag, 1986

## Auszeichnungen
- 2011 Ernst-Schneider-Preis für Wirtschaftspublizistik
- 2010 Medienpreis „Finanzmarktkrise“ der PSD-Banken
- 2003 Radio-, TV- und Neue-Medien-Preis der RIAS Berlin Kommission
- 2001 Medienpreis BdV
- 1988 Journalistenpreis Arbeitsgemeinschaft Spielzeug